# 韋薩姆·阿布·阿里
韋薩姆·海瑟姆·穆罕默德·阿布·阿里（阿拉伯语：وسام هيثم محمد أبو علي；1999年1月4日—），巴勒斯坦裔丹麥籍足球運動員，司職前鋒，效力於埃甲雙雄之一阿赫利，現為巴勒斯坦國家隊成員之一。

## 職業生涯

### 奧爾堡
阿布·阿里在四歲時出道於奧爾堡當地的俱樂部B52/奧爾堡，並在六年後轉會至當地最大的俱樂部奧爾堡。
2018年3月15日，阿布·阿里在對陣AC霍森斯的比賽中上演其丹超首秀。同年4月22日，他在對陣中日德蘭的比賽中攻入自己的首次成年隊進球。
2019年8月23日，阿布·阿里被租借至丹甲文敘瑟爾聯至賽季結束。2020年1月5日，他證實會繼續在該俱樂部留隊一個賽季。

### 錫爾克堡
2020年9月9日，阿布·阿里加盟剛剛被降級至丹甲的錫爾克堡，合同為期四年半（至2024年底）。

### 回歸文敘瑟爾聯
2021年9月1日，阿布·阿里為了獲得更多上場時間而回歸文敘瑟爾聯，合同至2025年6月到期。同年9月12日，他在對陣林比的比賽中突然暈倒，被緊急送往醫院搶救，當時他在中場休息時從替補席中上場，並在第59分暈倒。他於事發後兩天出院並開始復健。
2022年2月15日，阿布·阿里在一場對陣莫斯科迪纳摩的友誼賽中，因肺部穿孔而被抬上擔架，緊急送往醫院。

### 天狼星競技
2023年7月13日，阿布·阿里證實轉會至瑞典超天狼星競技，合約至2027年底到期。

### 阿赫利
2024年1月11日，阿布·阿里加盟埃及俱樂部阿赫利，並簽下一份為期四年半的合同，據稱轉會費為200萬歐元。同年2月23日，他在非冠聯賽客場1-0戰勝梅德阿瑪的比賽中上演首秀。僅僅四天後，他在5-1大勝馬哈拉攻入其在埃及聯賽的首粒進球。同年4月26日，他在非冠半決賽第二回合以3-0大勝TP馬澤姆貝的比賽中，攻入其在非冠賽場的首粒進球。
在2024年的非冠決賽中，球隊以總分1-0戰勝希望，阿布·阿里贏得了他在該俱樂部的首座獎盃。後來該俱樂部成為了埃及甲級聯賽冠軍，他以18粒進球成為埃及聯賽最佳射手。

## 國家隊生涯
身為巴勒斯坦裔的阿布·阿里出生於丹麥，他也曾是丹麥的青年國家隊成員。2024年3月27日，巴勒斯坦足球協會宣布FIFA批准他改變其效力對象，為他得以效力巴勒斯坦國家隊鋪路。
2024年6月6日，阿布·阿里在卡達賈西姆·本·哈馬德體育場中，對陣黎巴嫩的一場世界盃外圍賽中首次登場。他在該場比賽中先發上場，並在捕時階段替換下場，該比賽最終以平局收場。同年9月10日，他在世界盃外圍賽第三輪一場以3-1戰勝約旦的比賽中攻入其第一粒國際賽進球。

## 生涯統計

### 俱樂部
最後更新：2025年5月28日
| 俱樂部             | 賽季          | 聯賽     | 聯賽 | 聯賽 | 國家隊 | 國家隊 | 歐、非陸 | 歐、非陸 | 其他 | 其他 | 總計 | 總計 |
| 俱樂部             | 賽季          | 聯賽級別 | 出場 | 進球 | 出場   | 進球   | 出場     | 進球     | 出場 | 進球 | 出場 | 進球 |
| ------------------ | ------------- | -------- | ---- | ---- | ------ | ------ | -------- | -------- | ---- | ---- | ---- | ---- |
| 奧爾堡             | 2017—18年賽季 | 丹超     | 6    | 1    | —      | —      | —        | —        | —    | —    | 6    | 1    |
| 奧爾堡             | 2018—19年賽季 | 丹超     | 22   | 1    | 1      | 2      | —        | —        | —    | —    | 23   | 3    |
| 奧爾堡             | 2019—20年賽季 | 丹超     | 2    | 0    | —      | —      | —        | —        | —    | —    | 2    | 0    |
| 奧爾堡             | 總計          | 總計     | 30   | 2    | 1      | 2      | 0        | 0        | 0    | 0    | 31   | 4    |
| 文敘瑟爾聯（租借） | 2019—20年賽季 | 丹甲     | 22   | 11   | 1      | 2      | —        | —        | —    | —    | 23   | 13   |
| 錫爾克堡           | 2020—21年賽季 | 丹甲     | 10   | 3    | —      | —      | —        | —        | —    | —    | 10   | 3    |
| 錫爾克堡           | 2021—22年賽季 | 丹超     | 3    | 0    | —      | —      | —        | —        | —    | —    | 3    | 0    |
| 錫爾克堡           | 總計          | 總計     | 13   | 3    | 0      | 0      | 0        | 0        | 0    | 0    | 13   | 3    |
| 文敘瑟爾聯         | 2021—22年賽季 | 丹甲     | 2    | 0    | —      | —      | —        | —        | —    | —    | 2    | 0    |
| 文敘瑟爾聯         | 2022—23年賽季 | 丹甲     | 31   | 14   | 3      | 2      | —        | —        | —    | —    | 34   | 16   |
| 文敘瑟爾聯         | 總計          | 總計     | 33   | 14   | 3      | 2      | 0        | 0        | 0    | 0    | 36   | 16   |
| 天狼星競技         | 2023年賽季    | 瑞典超   | 16   | 10   | 1      | 1      | —        | —        | —    | —    | 17   | 11   |
| 阿赫利             | 2023—24年賽季 | 埃甲     | 19   | 18   | 0      | 0      | 6        | 1        | —    | —    | 25   | 19   |
| 阿赫利             | 2024—25年賽季 | 埃甲     | 16   | 10   | 0      | 0      | 10       | 4        | 5    | 2    | 31   | 16   |
| 總計               | 總計          | 總計     | 147  | 66   | 6      | 7      | 16       | 5        | 5    | 2    | 173  | 78   |

1. ↑  包括丹麥盃、瑞典盃、埃及盃
2. 1 2  出場於非冠
3. ↑  包括洲際盃、埃及超級盃、非洲超級盃、埃及聯賽盃（英语：Egyptian League Cup）和世界俱樂部盃。

### 國家隊
最後更新：2025年3月25日
| 國家隊   | 年分   | 出場 | 進球 |
| -------- | ------ | ---- | ---- |
| 巴勒斯坦 | 2024年 | 6    | 2    |
| 巴勒斯坦 | 2025年 | 2    | 1    |
| 總計     | 總計   | 8    | 3    |

以下列表之得分與結果會先列出巴勒斯坦的總得分結果，得分欄顯示的則是韋薩姆·阿布·阿里進球後的分數變化。
| No. | 日期           | 場地                                 | 對手   | 得分 | 結果 | 比賽性質           |
| --- | -------------- | ------------------------------------ | ------ | ---- | ---- | ------------------ |
| 1.  | 2024年9月10日  | 馬來西亞吉隆坡吉隆坡體育場           | 约旦   | 1–1  | 1–3  | 2026年世界盃外圍賽 |
| 2.  | 2024年10月15日 | 卡達賴揚自治市賈西姆·本·哈馬德體育場 | 科威特 | 1–1  | 2–2  | 2026年世界盃外圍賽 |
| 3.  | 2025年3月25日  | 約旦安曼安曼國際體育場               | 伊拉克 | 1–1  | 2–1  | 2026年世界盃外圍賽 |

## 榮譽
阿赫利
- 埃及足球甲級聯賽：2023—24年（英语：2023–24 Egyptian Premier League）、2024—25年（英语：2024–25 Egyptian Premier League）
- 埃及超級盃：2024年（英语：2024 Egyptian Super Cup）
- 非洲冠軍聯賽：2023—24年（英语：2023–24 CAF Champions League）
- 非洲—亞洲—大洋洲盃：2024年

個人榮譽
- 埃及甲級聯賽最佳射手：2023—24年

## 外部連結
- 韋薩姆·阿布·阿里在丹麥足球協會（丹麥語）
- 韋薩姆·阿布·阿里－UEFA國際賽競賽紀錄